# یارنگتس-پینگکی
یارنگتس-پینگکی (به لاتین: Jarnice-Pieńki) یک روستا در لهستان است که در گمینا لیو واقع شده‌است.